# جبار فعلی
جبار فعلی (زادهٔ ۱۸ اردیبهشت ۱۳۲۹) بوکسور اهل ایران است.
وی در مسابقات کشوری و بین‌المللی در مجموع برندهٔ ۱ مدال طلا، ۱ مدال نقره، ۱ مدال برنز شده‌است.
فعلی در وزن ۵۴ کیلوگرم بازی‌های المپیک تابستانی ۱۹۷۲ پس از استراحت در مرحله اول و شکست در مرحله دوم برابر بوکسور کنیایی از مسابقات حذف شد.